# تسیتن (مکلنبورگ-فورپومرن)
تسیتن (به آلمانی: Ziethen) یک شهر در آلمان است که در فرپومرن-گرایفسوالد واقع شده‌است. تسیتن ۴۶۹ نفر جمعیت دارد.